# Moritz Baßler

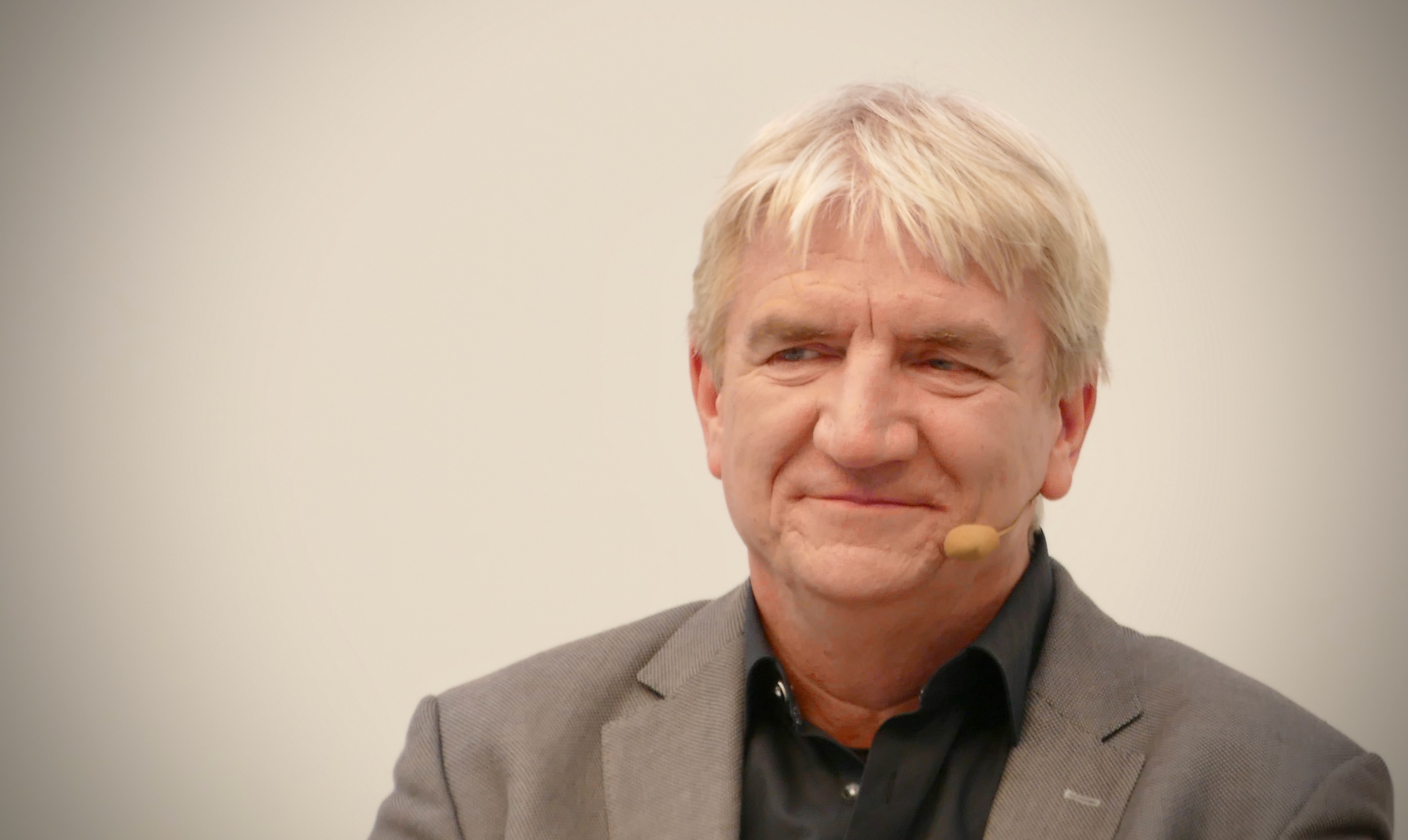
Moritz Baßler 2022

Moritz Baßler (* 2. Dezember 1962) ist ein deutscher Literaturwissenschaftler und seit 2005 Professor für Neuere deutsche Literaturwissenschaft an der Westfälischen Wilhelms-Universität in Münster.

## Leben
Nach dem Studium der Germanistik und Philosophie in Kiel, Tübingen und Berkeley wurde Moritz Baßler 1993 bei Gotthart Wunberg in Tübingen promoviert. Er arbeitete bis 1998 als Redaktor des Reallexikons der deutschen Literaturwissenschaft. Als Assistent bei Helmut Lethen am Lehrstuhl für Neuere deutsche Literatur an der Universität Rostock habilitierte sich Baßler im Jahr 2003.
Baßler war bis 2005 als Professor of Literature an der englischsprachigen International University Bremen tätig. Er ist seither Professor für Neuere deutsche Literatur an der Westfälischen Wilhelms-Universität in Münster. Im November 2013 wurde Baßler zum Vorsitzenden der Literaturkommission für Westfalen gewählt.
Moritz Baßler ist verheiratet und hat zwei Kinder.

## Publikationen

### Monografien
- Die Entdeckung der Textur. Unverständlichkeit in der Kurzprosa der emphatischen Moderne 1910–1916 (= Studien zur deutschen Literatur. Band 134). Niemeyer, Tübingen 1994, ISBN 3-484-18134-6.
- mit Christoph Brecht, Dirk Niefanger und Gotthart Wunberg: Historismus und literarische Moderne. Mit einem Beitrag von Friedrich Dethlefs. Niemeyer, Tübingen 1996.
- Der deutsche Pop-Roman. Die neuen Archivisten (= Beck’sche Reihe. Band 1474). C. H. Beck, München 2002 (2. Auflage 2005), ISBN 3-406-47614-7.
- Die kulturpoetische Funktion und das Archiv. Eine literaturwissenschaftliche Text-Kontext-Theorie (= Studien und Texte zur Kulturgeschichte der deutschsprachigen Literatur. Band 1). Francke Verlag, Tübingen 2005, ISBN 3-7720-8070-7.
- Deutsche Erzählprosa 1850–1950. Eine Geschichte literarischer Verfahren. Erich Schmidt Verlag, Berlin 2015, ISBN 978-3-503-15565-1.
- mit Heinz Drügh: Gegenwartsästhetik. Konstanz University Press, Göttingen 2021, ISBN 978-3-8353-9138-3.
- Populärer Realismus. Vom International Style gegenwärtigen Erzählens. C. H. Beck, München 2022, ISBN 978-3-406-78336-4, Rezension.[1]

### Essay
- Der neue Midcult. Vom Wandel populärer Leseschaften als Herausforderung der Kritik. In: Pop. Kultur und Kritik. Heft 18, Frühling 2021, S. 132–149 (online[2]).

### Herausgeberschaften
- New Historicism. Literaturgeschichte als Poetik der Kultur (= Fischer Taschenbuch Wissenschaft. Band 11589). Mit Einleitung und Auswahlbibliographie von Moritz Baßler. Fischer, Frankfurt 1995, ISBN 3-596-11589-2.
- Christoph Brecht und Dirk Niefanger: Von der Natur zur Kunst zurück. Neue Beiträge zur Goethe-Forschung. Gotthart Wunberg zum 65. Geburtstag. Niemeyer, Tübingen 1997, ISBN 3-484-10730-8.
- Literarische Moderne. Das große Lesebuch. Fischer Taschenbuch Verlag, Frankfurt 2010, ISBN 978-3-596-90252-1.
- Entsagung und Routines. Aporien des Spätrealismus und Verfahren der frühen Moderne (= linguae & litterae. Band 23). De Gruyter, Berlin/Boston 2013, ISBN 978-3-11-030753-5.